# Rob Halford
Robert John Arthur Halford (Sutton Coldfield, 25. kolovoza 1951.) britanski je pjevač. Najpoznatiji je kao glavni pjevač heavy metal-sastava Judas Priest, s kojim je 2010. osvojio nagradu Grammy za najbolju metal-izvedbu. Poznat je po snažnu glasu široka opsega i nošenju kožne odjeće sa zakovicama, što mu je priskrbilo kultni status u supkulturi heavy metala. Također se bavio i sporednim projektima, među kojima su skupine Fight, Two i Halford.
Smatra se jednim od najboljih frontmena i pjevača u povijesti metal-glazbe. U njegovoj biografiji za AllMusic Greg Prato izjavio je da je „malo pjevača u povijesti heavy metala čiji je stil pjevanja tako utjecajan i prepoznatljiv” te da je „bez imalo muke kadar prijeći iz grlena režanja u falset koji probija uši”. Godine 2009. slušatelji Planet Rocka uvrstili su ga na 33. mjesto najboljih rock-glasova. Obožavatelji su mu također nadjenuli nadimak „Metal God” („Bog Metala”). Godine 2022. primljen je u Rock and Roll Hall of Fame kao član Judas Priesta.